# Alexander Szimayer
Alexander Szimayer (* 1973) ist ein deutscher Mathematiker und Ökonom sowie Professor für Finanzwirtschaft, insbesondere Derivate am Fachbereich Sozialökonomie der Universität Hamburg.

## Leben
Alexander Szimayer absolvierte 1996 sein Vordiplom in Mathematik mit dem Nebenfach Physik an der Ruprecht-Karls-Universität Heidelberg. 1999 erlangte er sein Diplom in Mathematik, ebenfalls mit dem Nebenfach Physik an der Technischen Universität München.
Von Dezember 1999 bis November 2002 war Szimayer Wissenschaftlicher Mitarbeiter und stellvertretender Abteilungsleiter in der Abteilung Financial Engineering der Stiftung caesar in Bonn. 2002 promovierte er in Angewandter Mathematik mit dem Nebenfach Wirtschaftswissenschaften an der Rheinischen Friedrich-Wilhelms-Universität Bonn. Das Thema seiner Dissertation lautete Some asymptotic results on non-standard likelihood ratio tests and Cox process modeling in finance.
Von Dezember 2002 bis Februar 2006 fungierte Szimayer als Lecturer und Senior Lecturer in Accounting & Finance an der UWA Business School der University of Western Australia in Perth, Australien. Von März 2006 bis April 2007 war er Senior Lecturer an der School of Finance and Applied Statistics und Center for Mathematics and its Application der Australian National University in Canberra, Australien. Von Juni 2007 bis September 2008 agierte Szimayer als Wissenschaftlicher Mitarbeiter in der Abteilung Finanzmathematik am Fraunhofer ITWM in Kaiserslautern.
Von Oktober 2008 bis März 2011 war er Professor für Finanzwirtschaft am Fachbereich Wirtschaftswissenschaften der Universität Bonn.
Seit April 2011 ist Alexander Szimayer Professor für Finanzwirtschaft, insbesondere Derivate am Fachbereich Sozialökonomie der Universität Hamburg.

## Forschungsschwerpunkte
Seine Forschungsschwerpunkte liegen im Bereich derivative Finanzprodukte und Risikomanagement. Ein zentrales Forschungsfeld stellt die Bewertung von Derivaten dar. Hierbei erfolgt die Entwicklung von Modellen, die eine akkurate und marktgerechte Bewertung erlauben. Einen weiteren Schwerpunkt bildet die Modellierung und empirische Untersuchung von Abhängigkeiten in Finanzmärkten mit Bezug zum Risikomanagement.
Es besteht eine Forschungskooperation mit Ross Maller von der Australian National University in Canberra, Australien zu den Themen Optionsbewertung mit Levy-Prozessen und Entwicklung von stochastischen Volatilitätsmodellen. Eine weitere Kooperation existiert mit Sascha Desmettre vom Fraunhofer ITWM in Kaiserslautern zu den Themen Gestaltung von aktienbasierten Anreizkontrakten und Anwendung der stochastischen Optimierung.
Alexander Szimayer rangiert in der Liste Top 100 Forscher unter 40 Jahren des Handelsblatt-Ranking Betriebswirtschaftslehre 2012 auf Rang 37. Er gehört damit zu den forschungsstärksten Betriebswirten des "Nachwuchses".

## Auszeichnungen
- Erster Preis in Angewandter Mathematik für Diplomarbeit, Studierendenkonferenz der Deutschen Mathematiker-Vereinigung (DMV), Mainz, 10. September 1999
- Preis der Chorafas Foundation für Diplomarbeit, München, 18. März 2000
- Outstanding Paper Award, Jahrestreffen der Deutschen Gesellschaft für Finanzwirtschaft, Tübingen, 1. Oktober 2004
- Best Paper Award, 67. Jahrestagung des Verbandes der Hochschullehrer für Betriebswirtschaft (VHB), Kiel, 21. Mai 2005
- Peter Brownell Manuscript Award for best paper published in Accounting and Finance in 2008 (Valuing Executive Stock Options. Performance Hurdles, Early Exercise, and Stochastic Volatility, zusammen mit P. Brown), 7. Juli 2009[2]

## Schriften (Auswahl)
- Some asymptotic results on non-standard likelihood ratio tests and Cox process modeling in finance, 2002 (Universität Bonn, Dissertation, 2002)